# Alena Ledeneva
Alena Ledeneva (en russe : Алёна Валерьевна Леденёва, née en 1964) est professeure de science politique et sociale au University College de Londres. Elle a étudié l'économie politique à l'université d'État de Novossibirsk (1986) et les sciences politiques et la sociologie à l'université de Cambridge (Newnham College, M. phil., 1992 ; Ph.D, 1996). Elle a été chercheuse post-doctorale au New Hall College à Cambridge entre 1996-1999 ; chercheuse associée au Davis Center de l'université Harvard (2005) ; professeure boursière Simon Fellowship à l'université de Manchester (2006) ; résidente à l'Institut d'études politiques de Paris (2010) ainsi qu’à l'Institut d'études avancées de Paris (2013-2014). Ses recherches portent sur la Russie et les affaires mondiales, la gouvernance mondiale et la corruption ; l’économie informelle ; le crime économique ; pratiques informelles de gouvernance; le rôle des réseaux et la relation chef d’entreprise-clients. Elle est membre-experte au Club de discussion Valdaï et dirige actuellement le pilier UCL dans le projet de recherche de plusieurs millions d’euros ANTICORRP financé par la Commission européenne.

## Art
La première exposition solo, intitulée «The System Made Me Do It», a eu lieu en 2024. 

## Publications
- Russia's Economy of Favours, Cambridge University Press, 1998
- How Russia Really Works: The Informal Practices That Shaped Post-Soviet Politics and Business, Cornell University Press,  2006
- Can Russia Modernise? Sistema, Power Networks and Informal Governance, Cambridge University Press, 2013
- The Global Encyclopaedia of Informality, Volume 1 (Open access) (UCL Press, 2018)
- The Global Encyclopaedia of Informality, Volume 2 (Open access) (UCL Press, 2018)
- The Global Encyclopaedia of Informality, Volume 3 (Open access) (UCL Press, 2024)